# جون والترز
جون والترز (بالإنجليزية: John Walters)‏ هو مجدف أمريكي، ولد في 18 يوليو 1963 في بورتلاند في الولايات المتحدة.

## وصلات خارجية
- جون والترز على موقع الاتحاد الدولي للتجديف (الإنجليزية)
- جون والترز على موقع اللجنة الأولمبية الدولية (الإنجليزية)
- جون والترز على موقع أوليمبيديا (الإنجليزية)